# Jan Magnusson (redaktör)
Jan Eskil Magnusson, född 5 september 1950 i Tönnersjö i Halmstads kommun, är en svensk redaktör och författare. Han var Bamses chefredaktör 1990–2002, där han efterträdde tidningens ursprunglige upphovsman Rune Andréasson.

## Biografi

### Uppväxt
Magnusson är uppvuxen i Halmstads kommun. Han är son till hemmansägare Carl Magnusson (1893–1969) och dennes hustru Karin (1913–2004). När Jan Magnusson var fem år fick han sin första bok:
| Magnusson lärde sig läsa med hjälp av Ingrid Vang-Nymans bilder och Astrid Lindgrens texter i Boken om Pippi Långstrump (1952, 1:a upplagan). |  | Magnusson lärde sig läsa med hjälp av Ingrid Vang-Nymans bilder och Astrid Lindgrens texter i Boken om Pippi Långstrump (1952, 1:a upplagan). |
| Magnusson lärde sig läsa med hjälp av Ingrid Vang-Nymans bilder och Astrid Lindgrens texter i Boken om Pippi Långstrump (1952, 1:a upplagan). |  | |

| ”                      | Jag minns den första boken jag fick. Den var stor och härligt gul. På omslaget satt en rödhårig flicka med flätor och ett stort leende. I famnen höll hon en apa klädd i byxor, tröja och kavaj. Pippi Långstrump och Herr Nilsson! Jag var fem år. Jag blev som betagen av boken. Jag kunde inte titta mig mätt på de stora, underbart färgrika bilderna som Ingrid Vang-Nyman hade ritat och målat. Jag bläddrade fram och tillbaka i boken. Jag "läste" bilderna. Efter ett tag märkte jag att jag faktiskt läste orden också. Jag hade lärt mig läsa! Vilken fantastisk upplevelse! | „ |
| – Jan Magnusson, 2002. | |   |

### Tidig karriär
Magnusson arbetade först som högstadielärare  och utbildade sig sedan till journalist. Han var verksam som radiojournalist på Radio Malmöhus och Radio Halland, och var därefter frilansande dagspressjournalist åt bland annat Resumé, innan han anställdes som informationssekreterare på läkemedelsföretaget Draco.
När karriären som serietidningsredaktör tog vid (1990) hade han även en bakgrund som lektör åt Bibliotekstjänst.

### Tidningsredaktör
| |  |
| Jan Magnusson efterträdde Rune Andréasson (t.v.) som Bamse-redaktör 1990. Sonen Dan Andréasson (t.h.) blev sedermera en ofta förekommande samarbetspartner i Magnussons manusproduktion. |  |

Efter att ha sökt en utannonserad tjänst som Kalle Anka & Co-redaktör blev Jan Magnusson, ett halvår senare, tillfrågad av samma förlag om han istället ville bli Bamses chefredaktör, detta efter att tidningens ursprungliga upphovsman Rune Andréasson (med familjeföretaget Bamseförlaget) sålt utgivningsrättigheterna till danska mediekoncernen Gutenberghus (från 1992: Egmont). På den vägen blev Magnusson redaktör för totalt 153 utgåvor av Bamse från 1990 till 2002. Anställningen tog sin början under kalenderåret 1990. Under Magnussons redaktörstid sjösattas också sidopublikationerna Bamses julalbum (1991–), Bamse-Extra (1992–), Bamses naturvänner (1995–1996), Bamses brandskola (1996) och faksimilbokserien Bamsebiblioteket (2000–2015).
Det var Jan Magnusson som hittade på att Bamses yngsta dotter Brumma, till skillnad från andra figurer i serien, varken blir stark eller får ont i magen av att äta dunderhonung.
Magnusson tog adjö av läsarna på "Bamses brevsida" i nr 9/2002: "Nu kommer jag inte att skriva mer på den här sidan, för jag har bestämt mig för att sluta som redaktör för BAMSE. Jag vill göra andra saker i livet." Att Magnusson lämnat posten som chefredaktör blev offentligt känt genom Göteborgs-Posten den 6 mars 2002, om inte förr. Samma år blev Jan Magnusson redaktör för tidningen Bolibompa.

### Författande och undervisning

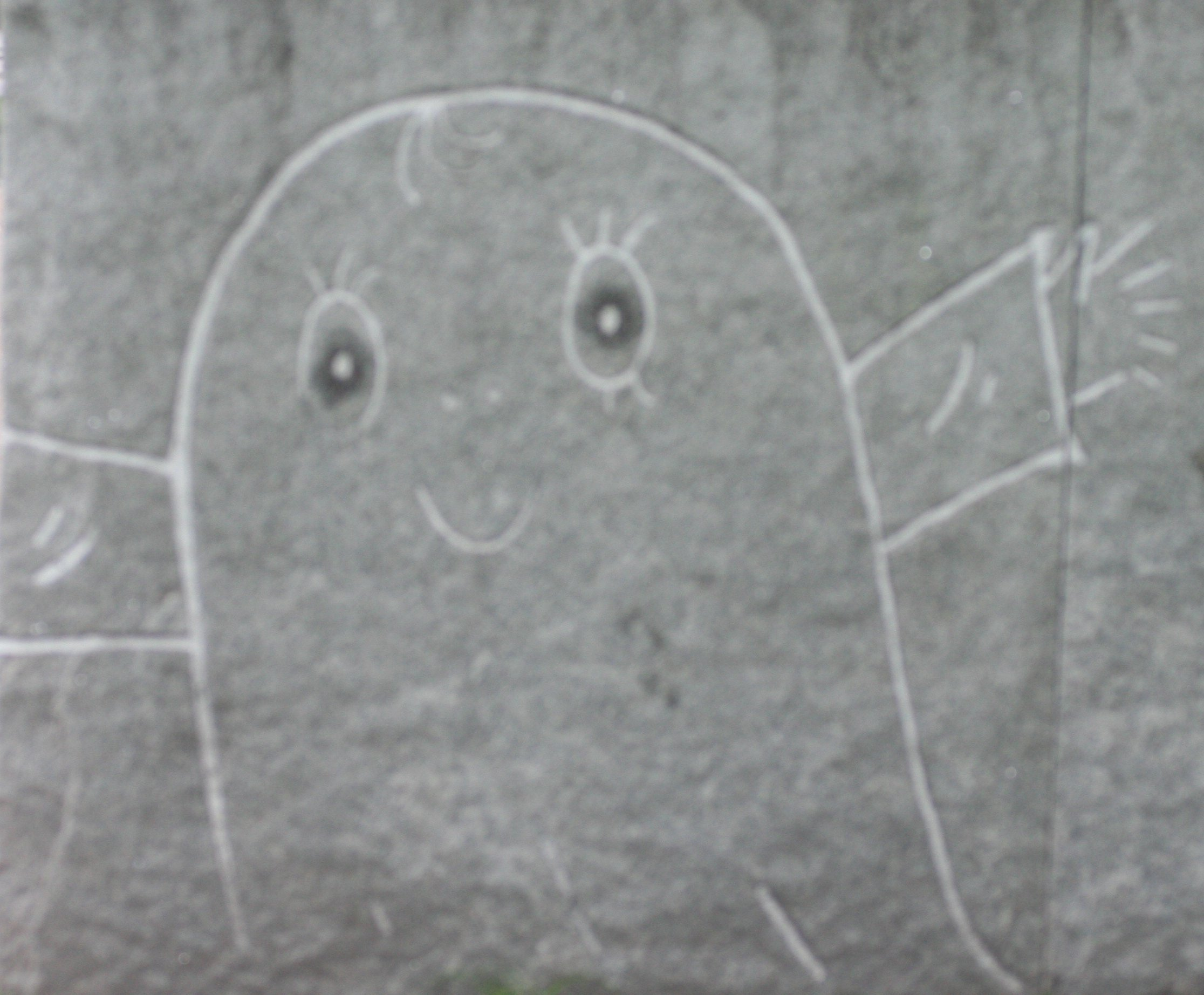
Som spökskrivare har Jan Magnusson arbetat med bl.a. Alfons Åberg och Lilla spöket Laban.

Som en följd av sin redaktörstjänst på Egmont började Magnusson spökskriva Bamse-berättelser, och så småningom också historier om andra kända barnboksfigurer, såsom Alfons Åberg och Lilla spöket Laban.
Under sina tolv år på Bamseredaktionen skrev Magnusson ofta seriemanus i samarbete med Rune Andréassons äldsta son Dan.
Magnusson framhöll Burre som sin favorit bland Bamse-figurerna: "Han kan vara elak, men innerst inne är han snäll", förklarade han i en tidningsintervju år 2000.
Sedan Magnusson lämnat Bamseredaktionen 2002 har han sporadiskt fortsatt att skriva Bamse-böcker (både med och utan Dan Andréasson) samt skapat nya barnbokskoncept ihop med sina tidigare Bamse-kollegor Kenneth Hamberg, Kerstin Hamberg och Alicja Björk. Hans "första helt egna barnbok" var Lilla Snöret upptäcker världen (2010), illustrerad av Alicja Björk.
Magnusson har vid sidan av sin skönlitterära produktion också skrivit en guidebok om Kroatien.
Under 2010-talet har han åter till viss del arbetat som lärare inom grundskolan (mellan- och högstadiet).

## Familj
Jan Magnusson var tidigare gift med läraren Nina Kuprijanko (född 1951). Tillsammans fick de tre barn. Samtliga barn var manusmedarbetare i Bamse under Magnussons redaktörstid, samt fungerade under uppväxtåren som en stor inspirationskälla i faderns arbete.

## Redaktörsinsatser
Bamse
- 1990–2002 – Bamse (1990:8–2002:5; dvs. utgåvorna #201–353)
- 1996 – Bamses brandskola
- 2000–01 – Bamsebiblioteket (volym 1–3)
- 2018 – Egmont miniböcker (bearbetning och nedkortning):
  - Bamse och Gluff-Gluff – (text: Lisbeth Wremby efter manus av Rune Andréasson; bild: Andreas Qassim; tusch: Kerstin Hamberg)
  - Bamse och Tutelutt – (text: Mårten Melin efter manus av Rune Andréasson; bild: Thomas Holm)
  - Bamse och Reinard Räv – (text: Mårten Melin; bild: Adam Blomgren; tusch: Kerstin Hamberg)
  - Bamse och luringarna från Galna Galaxen – (text: Mårten Melin; bild: Adam Blomgren; tusch: Kerstin Hamberg)
  - Bamse och det märkliga huset – (text: Mårten Melin; bild: Ted Johansson; tusch: Kerstin Hamberg)
  - Bamse och Nina Kanin på äventyr – (text: Joakim Gunnarsson; bild: Thomas Holm)
  - Bamse och Brummelisa – (text: Joakim Gunnarsson; bild: Lars Bällsten; tusch: Ann Härdfeldt)
  - Bamse och Hoppa-Tossa – (text: Karin Didring; bild: Thomas Holm)

Roliga historier
- 2005 – Fler roliga historier: Norge, frågisar, Bellman, gåtisar, flabbisar, alla barnen (tills.m. Göran Criborn)[31]
- 2007 – Mixade maxade historier: Norge, flabbisar, alla barnen, gåtisar, frågisar, Bellman (tills.m. Göran Criborn; ill: Kenneth Hamberg)[32]
- 2007 – Ännu fler roliga historier: flabbisar, frågisar, Bellman, alla barnen, gåtisar, Norge (ill: Kenneth och Kerstin Hamberg)[33]

Övrigt
- Bolibompa (2002–?)[19]